# (30016) 2000 CA95
A (30016) 2000 CA95 a Naprendszer kisbolygóövében található aszteroida. A LINEAR program keretein belül fedezték fel 2000. február 8-án.

## Kapcsolódó szócikk
- Kisbolygók listája (30001–30500)